# Bérczes Attila
Bérczes Attila (1972. április 3. –) magyar matematikus, egyetemi tanár. A Bolyai János Matematikai Társulat tagja, valamint a Magyar Tudományos Akadémia Köztestületének tagja.

## Életpályája
1993–1995 között, valamint 1997–1998 között a Természettudományi Kar Tanácsának tagja volt. 1993–1998 között a Kossuth Lajos Tudományegyetem Hallgatói Önkormányzatának tagja, 1995–1996 között alelnöke volt. 1995–1998 között a Kossuth Lajos Tudományegyetem Tanácsának tagja volt. 1996-ban diplomázott a Kossuth Lajos Tudományegyetemen, ahol okleveles angol-magyar szakfordítói végzettséget szerzett. 1996-ban a Kossuth Lajos Tudományegyetemen okleveles matematikusi végzettséget szerzett. 1996–1999 között a Kossuth Lajos Tudományegyetem Doktori és Habilitációs Bizottságának hallgatói képviselője, valamint a Kossuth Lajos Tudományegyetem Természettudományi és Technológiai Karának Doktori Tanácsának hallgatói képviselője volt. 1998–1999 között az Országos Tudományos Diákköri Tanács tagja volt. 1999 óta a Debreceni Egyetem egyetemi tanára. 2001-ben a Debreceni Egyetemen PhD. fokozatot szerzett. 2005–2006 között a Debreceni Egyetem Természettudományi és Technológiai Karának Kari Diákjóléti Bizottság Oktatói társelnöke volt. 2006-tól a DE KFSZB Oktatói társelnöke. 2008–2013 között a Debreceni Egyetem Természettudományi és Technológiai Karának Dékáni Tanácsadója volt. 2009-ben habilitált a Debreceni Egyetemen. 2011–2013 között a Debreceni Egyetem Természettudományi és Technológiai Kar Külügyi Bizottságának elnöke volt. 2017-ben a Magyar Tudományos Akadémia doktora lett.
Kutatási területe a számelmélet, a diofantikus egyenletek és a kriprográfia.

## Díjai
- Rényi Kató-emlékdíj (1996)[4]
- TTK emlékérem (Kossuth Lajos Tudományegyetem, Debrecen; 1996)
- Rektori Dicséret (Kossuth Lajos Tudományegyetem, Debrecen; 1996)
- Grünwald Géza-emlékérem (2001)[5]
- Bolyai-ösztöndíj (2007-2009)[6]
- A Debreceni Egyetem rektorának elismerő oklevele (2014)
- Akadémiai Díj (2017)[6]